# 103 (số)
103 (một trăm linh ba) là một số tự nhiên ngay sau 102 và ngay trước 104.